# Philip van Wilder
Philip van Wilder ma spesso citato anche come Weldre, Welder, Wylder, Wyllender, de Vuildre, Wild e Wildroe, (Millam, 1500 circa – Londra, 24 febbraio 1554) è stato un liutista e compositore fiammingo attivo in Inghilterra.

## Biografia
Così come Peter van Wilder, che fu anch'egli al servizio della Dinastia Tudor e che probabilmente era un suo parente, Philip nacque probabilmente a Millam, vicino Wormhout o nell'adiacente villaggio di Wylder ("Wilder" in olandese). Una annotazione in lingua italiana su una collezione di canti dell'età di Giacomo I, GB-Lbl Egerton 3665, lo descrive come Maestro Philip delle Fiandre, musicista di re Enrico VIII, che visse in Inghilterra intorno all'anno 1520.  Fu certamente a Londra dal 1522, dove prestò la sua opera nella parrocchia di St Olave in Hart Street (vicino alla Tower of London) con un compenso annuo di £60 ‘in natura’ e £48 ‘in danaro’. I libri di Corte per gli anni 1525-1526 lo descrivono come ‘mynstrell’. Van Wilder avanzò costantemente la sua posizione alla corte dei Tudor. Nel 1529 divenne membro della camera privata del sovrano, ovvere facente parte del gruppo di musicisti selezionati che suonavano per il re in privato. Fu anche un mercante avendo ottenuto una licenza per importare da Tolosa il guado e dalla Guascogna il vino, inoltre ebbe l'incarico di acquistare gli strumenti musicali per la Corte. Insegnò a suonare il liuto alla principessa (poi regina) Maria, che lo premiò con un dono in occasione del suo matrimonio con una donna di nome Frances nel 1537. Successivamente insegnò anche al principe Edoardo (poi re Edoardo VI), che scrisse una lettera a suo padre nel 1546 ringraziandolo per l'invio del tuo servo Filippo, eccellente nella musica così come egli è nobile... che io possa diventare migliore di lui nel suonare il liuto.
Nel 1539 Van Wilder divenne cittadino inglese, cosa che gli permetteva il possesso di beni immobili. Questo gli consentì di trarre profitto dalla dissoluzione dei monasteri e di impegnarsi in un numero di transazioni immobiliari lucrative con la Corona. In varie occasioni gli fu concesso di affittanze degli immobili ex monastici a Londra, così come a Middlemarsh (nella parrocchia di Minterne Magna) e Littlebredy nel Dorset, precedentemente di proprietà della Cerne Abbey. Nel 1540 divenne Gentiluomo di camera privata, una posizione di prestigio che gli permise di accettare compensi finanziari per sollevare questioni giuridiche e rancori privati con il re. Al momento della morte di Enrico VIII nel 1547 Van Wilder fu nominato Custode degli strumenti e capo della musica di Corte, un posto più tardi conosciuto come Master of the King's Music.
Van Wilder continuò a godere del favore reale durante il regno del re bambino Edoardo VI (che regnò dal 1547 al 1553). All'incoronazione di Edoardo fu posto a capo di uno speciale coro costituito da nove elementi fra cantori e voci bianche. Gli venne concesso uno stemma e, nel 1551, fu dotato del potere di arruolamento dei ragazzi per il coro della Cappella eeale, da ricercare in qualsiasi parte dell'Inghilterra. Alla sua morte, avvenuta il 24 febbraio 1554, Van Wilder è stato sepolto sul lato sud del coro nella sua chiesa parrocchiale di S. Olave. La sua tomba esisteva ancora nel 1733, ma da allora non è più esistente. Un'elegia in un'antologia poetica conosciuta come Tottel's Miscellany(1557) loda l'abilità di Van Wilder come liutista:
Bewaile with me all ye that have profest
Of musicke thart by touch of courde or winde
Laye downe your lutes and let your gitterns rest
Phillips is dead whose like you can not finde...
Gli sopravvissero quattro figli ed una figlia. Il figlio maggiore, Henry, divenne a sua volta strumentista di Corte. I musicisti Matthew e Peter Van Wilder, che prestarono servizio presso la Corte dei primi Tudor, furono probabilmente suoi parenti (è possibile che Matthew, Peter e Philip siano un padre e due figli).

## Opere
Più di 40 composizioni di Van Wilder sono sopravvissute, in circa 60 libri, in Europa continentale ed in Inghilterra. Egli fu essenzialmente un compositore di chanson, delle quali ne sono pervenute 30, ma compose anche sette mottetti, un salmo in lingua inglese, un pezzo per consort ed almeno una composizione per liuto. Le fonti continentali, la maggior parte delle quali stampate su antologie pubblicate tra il 1544 e il 1598, generalmente danno il testo e la musica delle chanson in buon ordine, ma i manoscritti inglesi le presentano in varie forme, generalmente a sinistra la musica senza testo per strumentali vari o solmisazione per tastiera, liuto, cantus firmus con accompagnamento di liuto, o anche sostituzione con testi in lingua inglese. La fonte inglese più ampia è il manoscritto GB-lbm Add. 31.390 che contiene diciassette chanson senza testo e mottetti attribuiti a Mr Phillipps. La scrittura imitativa a cinque voci utilizzata nella maggior parte delle chanson suggerisce che Van Wilder presa a modello lo stile fiammingo, in contrasto con il più leggero ed omofonico stile preferito dai compositori francesi. Un certo numero di pezzi sono rifacimenti su testi già musicati da altri compositori. La frammentaria En despit des envyeulx (a7) è un trattamento canonico di una chanson monofonica del XV secolo, ed è uno dei suoi cinque pezzi polifonici superstiti. Je dis adieu de tout plaisir (anche a7) è un contrafactum francese di una canzone olandese il cui testo iniziava con Ik seg adiu, basata a sua volta su di una melodia derivata.
I mottetti sono più vari e vanno da quattro a dodici voci. Il breve mottetto Deo gratias (a 12), che era forse stato composto per un'occasione di Stato, è un trattamento in cantus firmus di una canzone (Liber Usualis Mass XI). Homo quidam fecit cenam magnam (a7), che imposta il pezzo come cantus firmus in forma di canone, è in parte ispirato al pezzo di Josquin Des Prez. Gli altri impiegano la tecnica franco-fiamminga dell'imitazione.
Sancte Deus, sancte fortis (a4) è molto simile a quello di Tallis composto sullo stesso testo. Van Wilder ha fatto due, distinte, ma strettamente correlate, composizioni di Aspice Domine quia facta est (a5 e a6). La composizione a cinque voci è stata particolarmente apprezzata dai musicisti inglesi, come mostrato dalle sette fonti manoscritte. Fornì il modello a Byrd per la sua Civitas sancti tui (Parte II di Ne irascaris Domine) e la fonte per il famoso canone Non nobis Domine. Un manoscritto inglese (GB-Ob Tenbury 1464) riporta un'interessante versione, con testo sostituito, in cui Jerusalem viene sostituito da Tebe, cantata dal coro. Il salmo in inglese Blessed art thou that fearest God (a5) fu popolare anche nel paese di adozione di Van Wilder, fornendo a Byrd il modello per If in thine heart  (Songs of sundrie natures, 1589). Fra i quattro pezzi per liuto, da fonti inglesi, attribuiti a Van Wilder, con diversi gradi di probabilità, vi è una fantasia presente nel Matthew Holmes Lute Books. Una curiosità, è una Fantasia con pause e senza pause per consort a quattro voci.